# Lista de primeiras-damas do México
Primeira-dama do México (em espanhol: Primera dama de los Estados Unidos Mexicanos) é um título não-oficial concedido à esposa do presidente do México. Apesar de ocupar cargo destacado, a primeira-dama mexicana não costuma se envolver na política de governo do presidente. Como anfitriã de Los Pinos, a primeira-dama é responsável pela organização e manutenção do local e os funcionários estão submetidos a ela (na qualidade de representante do presidente).

## Lista
| Nº   | Imagem                 | Primeira-dama                    | Período                                         | Presidente                  | Referências |
| ---- | ---------------------- | -------------------------------- | ----------------------------------------------- | --------------------------- | ----------- |
| 1    |                        | María Antonieta Bretón           | 10 de outubro de 1824 - 31 de março de 1829     | Guadalupe Victoria          |             |
| 2    |                        | María Guadalupe Hernández        | 1 de abril de 1829 - 17 de dezembro de 1829     | Vicente Guerrero            |             |
| 3    |                        | María de Jesús Carranco          | 17 de dezembro de 1829 - 23 de dezembro de 1829 | José María Bocanegra        |             |
| Vago | Vago                   | Vago                             | 23 de dezembro de 1829 - 31 de dezembro de 1829 | Triunvirato                 |             |
| 4    |                        | Guadalupe Quesada                | 1 de janeiro de 1830 - 13 de agosto de 1832     | Anastasio Bustamante        |             |
| 5    |                        | Joaquina Bezares                 | 13 de agosto de 1832 - 24 de dezembro de 1832   | Melchor Múzquiz             |             |
| 6    |                        | María Juliana Azcárate           | 24 de dezembro de 1832 - 31 de março de 1833    | Manuel Gómez Pedraza        |             |
| 7    |                        | Isabel López                     | 1 de abril de 1833 - 16 de maio de 1833         | Valentín Gómez Farías       |             |
| 8    |                        | Inés García                      | 16 de maio de 1833 - 3 de junho de 1833         | Antonio López de Santa Anna |             |
| —    |                        | Isabel López                     | 3 de junho de 1833 - 18 de junho de 1833        | Valentín Gómez Farías       |             |
| —    |                        | Inés García                      | 18 de junho de 1833 - 3 de julho de 1833        | Antonio López de Santa Anna |             |
| —    |                        | Isabel López                     | 3 de julho de 1833 - 27 de outubro de 1833      | Valentín Gómez Farías       |             |
| —    |                        | Inés García                      | 27 de outubro de 1833 - 15 de dezembro de 1833  | Antonio López de Santa Anna |             |
| —    |                        | Isabel López                     | 15 de dezembro de 1833 - 24 de abril de 1834    | Valentín Gómez Farías       |             |
| —    |                        | Inés García                      | 24 de abril de 1834 - 28 de janeiro de 1835     | Antonio López de Santa Anna |             |
| 9    |                        | Manuela de Trebuesto y Casasola  | 28 de janeiro de 1835 - 27 de fevereiro de 1836 | Miguel Barragán             |             |
| 10   |                        | Juana Fernanda Ulloa             | 27 de fevereiro de 1836 - 19 de abril de 1837   | José Justo Corro            |             |
| —    |                        | Guadalupe Quesada                | 19 de abril de 1837 - 18 de março de 1839       | Anastasio Bustamante        |             |
| —    |                        | Inés García                      | 18 de março de 1839 - 10 de julho de 1839       | Antonio López de Santa Anna |             |
| 11   |                        | María Antonieta Guevara y Muñiz  | 10 de julho de 1839 - 18 de julho de 1839       | Nicolás Bravo               |             |
| —    |                        | Guadalupe Quesada                | 18 de julho de 1839 - 22 de setembro de 1841    | Anastasio Bustamante        |             |
| 12   |                        | Refugio Almanza                  | 22 de setembro de 1841 - 10 de outubro de 1841  | Francisco Javier Echeverría |             |
| —    |                        | Inés García de López             | 10 de outubro de 1841 - 26 de outubro de 1842   | Antonio López de Santa Anna |             |
| —    |                        | María Antonieta Guevara y Muñiz  | 26 de outubro de 1842 - 14 de maio de 1843      | Nicolás Bravo               |             |
| —    |                        | Inés García de López             | 14 de maio de 1843 - 6 de setembro de 1843      | Antonio López de Santa Anna |             |
| 13   |                        | Josefa Dávila                    | 7 de setembro de 1843 - 4 de junho de 1844      | Valentín Canalizo           |             |
| —    |                        | Inés García de López             | 4 de junho de 1844 - 12 de setembro de 1844     | Antonio López de Santa Anna |             |
| 14   |                        | Dolores Alzugaray                | 12 de setembro de 1844 - 21 de setembro de 1844 | José Joaquín de Herrera     |             |
| —    |                        | Josefa Dávila                    | 21 de setembro de 1844 - 6 de dezembro de 1844  | Valentín Canalizo           |             |
| —    |                        | Dolores Alzugaray                | 6 de dezembro de 1844 - 30 de dezembro de 1845  | José Joaquín de Herrera     |             |
| 15   |                        | Josefa Cortés                    | 31 de dezembro de 1845 - 28 de julho de 1846    | Mariano Paredes y Arrillaga |             |
| —    |                        | María Antonieta Guevara y Muñiz  | 28 de julho de 1846 - 6 de agosto de 1846       | Nicolás Bravo               |             |
| 16   |                        | Josefa Cardeña                   | 6 de agosto de 1846 - 23 de dezembro de 1846    | José Mariano Salas          |             |
| —    |                        | Isabel López                     | 23 de dezembro de 1846 - 21 de março de 1847    | Valentín Gómez Farías       |             |
| —    |                        | Inés García                      | 21 de março de 1847 - 2 de abril de 1847        | Antonio López de Santa Anna |             |
| 17   |                        | Antonieta Guevara                | 2 de abril de 1847 - 20 de maio de 1847         | Pedro María Anaya           |             |
| —    |                        | Inés García                      | 20 de maio de 1847 - 16 de setembro de 1847     | Antonio López de Santa Anna |             |
| 18   |                        | María Luisa Ozta Cotera          | 16 de setembro de 1847 - 13 de novembro de 1847 | Manuel de la Peña y Peña    |             |
| —    |                        | Antonieta Guevara                | 13 de novembro de 1847 - 8 de janeiro de 1848   | Pedro María Anaya           |             |
| —    |                        | María Luisa Ozta Cotera          | 8 de janeiro de 1848 - 2 de junho de 1848       | Manuel de la Peña y Peña    |             |
| —    |                        | Dolores Alzugaray                | 2 de junho de 1848 - 15 de janeiro de 1851      | José Joaquín de Herrera     |             |
| 19   |                        | Guadalupe Martell                | 15 de janeiro de 1851 - 5 de janeiro de 1853    | Mariano Arista              |             |
| 20   |                        | Ángeles Madrid                   | 6 de janeiro de 1853 - 8 de fevereiro de 1853   | Juan Bautista Ceballos      |             |
| 21   |                        | Refugio Alegría                  | 8 de fevereiro de 1853 - 20 de abril de 1853    | Manuel María Lombardini     |             |
| —    |                        | Dolores Tosta de López           | 20 de abril de 1853 - 12 de agosto de 1855      | Antonio López de Santa Anna |             |
| 22   |                        | Ángeles Lardizábal               | 12 de agosto de 1855 - 12 de setembro de 1855   | Martín Carrera              |             |
| 23   |                        | Pilar Valera                     | 12 de setembro de 1855 - 3 de outubro de 1855   | Rómulo Díaz de la Vega      |             |
| 24   |                        | Faustina Benítez                 | 4 de outubro de 1855 - 11 de dezembro de 1855   | Juan Álvarez                |             |
| 25   |                        | María Baamonde                   | 11 de dezembro de 1855 - 21 de janeiro de 1858  | Ignacio Comonfort           |             |
| 26   |                        | Margarita Maza                   | 21 de janeiro de 1858 - 2 de janeiro de 1871    | Benito Juárez               |             |
| Vago | Vago                   | Vago                             | 2 de janeiro de 1871 - 23 de janeiro de 1858    | Benito Juárez               |             |
| 27   |                        | María de la Gracia Palafox       | 23 de janeiro de 1858 - 24 de dezembro de 1858  | Félix María Zuloaga         |             |
| Vago | Vago                   | Vago                             | 24 de dezembro de 1858 - 21 de janeiro de 1859  | Manuel Robles Pezuela       |             |
| —    |                        | Josefa Cardeña                   | 21 de janeiro de 1859 - 2 de fevereiro de 1859  | José Mariano Salas          |             |
| 28   |                        | Concepción Lombardo              | 2 de fevereiro de 1859 - 13 de agosto de 1860   | Miguel Miramón              |             |
| 29   |                        | Felipa González                  | 13 de agosto de 1860 - 15 de agosto de 1860     | José Ignacio Pavón          |             |
| —    |                        | Concepción Lombardo              | 15 de agosto de 1860 - 24 de dezembro de 1860   | Miguel Miramón              |             |
| —    |                        | Margarita Maza                   | 15 de maio de 1867 - 18 de julho de 1872        | Benito Juárez               |             |
| Vago | Vago                   | Vago                             | 18 de julho de 1872 - 20 de novembro de 1876    | Sebastián Lerdo de Tejada   |             |
| 30   |                        | Juana Calderón                   | 26 de outubro de 1876 - 28 de novembro de 1876  | José María Iglesias         |             |
| 31   |                        | Delfina Ortega                   | 28 de novembro de 1876 - 6 de dezembro de 1876  | Porfirio Díaz               |             |
| 32   |                        | Trinidad González                | 6 de dezembro de 1876 - 16 de fevereiro de 1877 | Juan Nepomuceno Méndez      |             |
| —    |                        | Delfina Ortega                   | 17 de fevereiro de 1877 - 8 de abril de 1880    | Porfirio Díaz               |             |
| Vago | Vago                   | Vago                             | 8 de abril de 1880 - 1 de dezembro de 1880      | Porfirio Díaz               |             |
| 33   |                        | Laura Mantecón                   | 1 de dezembro de 1880 - 30 de novembro de 1884  | Manuel González             |             |
| —    |                        | Carmen Romero                    | 1 de dezembro de 1884 - 25 de maio de 1911      | Porfirio Díaz               |             |
| 34   |                        | Refugio Borneque                 | 25 de maio de 1911 - 6 de novembro de 1911      | Francisco León de la Barra  |             |
| 35   |                        | Sara Pérez                       | 6 de novembro de 1911 - 19 de fevereiro de 1913 | Francisco I. Madero         |             |
| 36   |                        | María Enriqueta Flores Manzanera | 19 de fevereiro de 1913                         | Pedro Lascuráin Paredes     |             |
| 37   |                        | Emilia Águila                    | 19 de fevereiro de 1913 - 15 de julho de 1914   | Victoriano Huerta           |             |
| 38   |                        | Ana María Gutiérrez              | 15 de julho de 1914 - 13 de agosto de 1914      | Francisco Carvajal          |             |
| 39   |                        | Petra Treviño                    | 6 de novembro de 1914 - 16 de janeiro de 1915   | Eulalio Gutiérrez           |             |
| 40   |                        | María Concepción Luisa Garay     | 16 de janeiro de 1915 - 10 de junho de 1915     | Roque González Garza        |             |
| Vago | Vago                   | Vago                             | 10 de junho de 1915 - 10 de outubro de 1915     | Francisco Lagos Cházaro     |             |
| 41   |                        | Virginia Salinas                 | 13 de agosto de 1914 - 21 de maio de 1920       | Venustiano Carranza         |             |
| 42   |                        | Clara Oriol                      | 1 de junho de 1920 - 30 de novembro de 1920     | Adolfo de la Huerta         |             |
| 43   |                        | María Claudia Tapia              | 1 de dezembro de 1920 - 30 de novembro de 1924  | Álvaro Obregón              |             |
| 44   |                        | Natalia Chacón                   | 1 de dezembro de 1924 - 2 de junho de 1927      | Plutarco Elías Calles       |             |
| 45   |                        | Hortensia Elias Calles Chacón    | 2 de junho de 1927 - 30 de novembro de 1928     | Plutarco Elías Calles       |             |
| 46   |                        | Carmen García                    | 1 de dezembro de 1928 - 5 de fevereiro de 1930  | Emilio Portes Gil           |             |
| 47   |                        | Josefina Ortiz                   | 5 de fevereiro de 1930 - 2 de setembro de 1932  | Pascual Ortiz Rubio         |             |
| 48   |                        | Aída Sullivan                    | 3 de setembro de 1932 - 30 de novembro de 1934  | Abelardo Rodríguez Luján    |             |
| 49   |                        | Amalia Solórzano                 | 1 de dezembro de 1934 - 30 de novembro de 1940  | Lázaro Cárdenas del Río     |             |
| 50   |                        | Soledad Orozco                   | 1 de dezembro de 1940 - 30 de novembro de 1946  | Manuel Ávila Camacho        |             |
| 51   |                        | Beatriz Velasco                  | 1 de dezembro de 1946 - 30 de novembro de 1952  | Miguel Alemán Valdés        |             |
| 52   |                        | María Izaguirre                  | 1 de dezembro de 1952 - 30 de novembro de 1958  | Adolfo Ruiz Cortines        | [ 3 ]       |
| 53   |                        | Eva Sámano                       | 1 de dezembro de 1958 - 30 de novembro de 1964  | Adolfo López Mateos         | [ 4 ]       |
| 54   |                        | Guadalupe Borja                  | 1 de dezembro de 1964 - 30 de novembro de 1970  | Gustavo Díaz Ordaz          |             |
| 55   |                        | María Esther Zuno                | 1 de dezembro de 1970 - 30 de novembro de 1976  | Luis Echeverría             | [ 5 ]       |
| 56   | Carmen Romano portrait | Carmen Romano                    | 1 de dezembro de 1976 - 30 de novembro de 1982  | José López Portillo         | [ 6 ]       |
| 57   |                        | Paloma Cordero                   | 1 de dezembro de 1982 - 30 de novembro de 1988  | Miguel de la Madrid         | [ 7 ]       |
| 58   |                        | Cecilia Occelli                  | 1 de dezembro de 1988 - 30 de novembro de 1994  | Carlos Salinas de Gortari   | [ 8 ]       |
| 59   |                        | Nilda Patricia Velasco           | 1 de dezembro de 1994 - 30 de novembro de 2000  | Ernesto Zedillo             |             |
| Vago | Vago                   | Vago                             | 2 de julho de 2001 - 1 de dezembro de 2000      | Vicente Fox                 | [ 9 ]       |
| 60   |                        | Marta Sahagún                    | 1 de dezembro de 2000 - 30 de novembro de 2006  | Vicente Fox                 | [ 9 ]       |
| 61   |                        | Margarita Zavala                 | 1 de dezembro de 2006 - 30 de novembro de 2012  | Felipe Calderón             | [ 10 ]      |
| 62   | Angélica Rivera        | Angélica Rivera                  | 1 de dezembro de 2012 - 30 de novembro de 2018  | Enrique Peña Nieto          | [ 11 ]      |
| 63   |                        | Beatriz Gutiérrez Müller         | 1 de dezembro de 2018 - 1 de outubro de 2024    | Andrés Manuel López Obrador | [ 12 ]      |
| 64   | Jesús María Tarriba    | Jesús María Tarriba              | 1 de outubro de 2024 presente                   | Claudia Sheinbaum           |             |